# Ла-Брюйер
Ла-Брюйе́р (фр. La Bruyère) — коммуна во Франции, находится в регионе Франш-Конте. Департамент — Верхняя Сона. Входит в состав кантона Фоконье-э-ла-Мер. Округ коммуны — Люр.
Код INSEE коммуны — 70103.

## География
Коммуна расположена приблизительно в 330 км к востоку от Парижа, в 75 км северо-восточнее Безансона, в 34 км к северо-востоку от Везуля.
На севере коммуны протекает река Брёшен.

## Население
Население коммуны на 2010 год составляло 205 человек.
| 1962 | 1968 | 1975 | 1982 | 1990 | 1999 | 2010 |
| ---- | ---- | ---- | ---- | ---- | ---- | ---- |
| 226  | 202  | 175  | 200  | 205  | 199  | 205  |

## Администрация
| Период | Период | Фамилия          | Партия       | Примечания |
| ------ | ------ | ---------------- | ------------ | ---------- |
| 1959   | 2001   | Жильбер Грожан   | Разные левые | фермер     |
| 2001   | 2008   | Ален Сеген       |              |            |
| 2008   | 2014   | Анн-Мари Симонен |              |            |

## Экономика

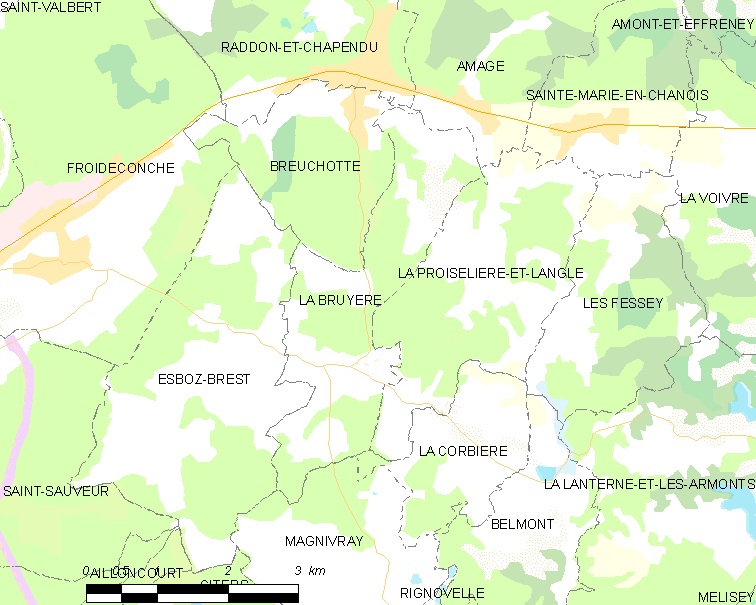
Карта коммуны

В 2010 году среди 130 человек трудоспособного возраста (15-64 лет) 95 были экономически активными, 35 — неактивными (показатель активности — 73,1 %, в 1999 году было 63,1 %). Из 95 активных жителей работали 87 человек (48 мужчин и 39 женщин), безработных было 8 (2 мужчин и 6 женщин). Среди 35 неактивных 9 человек были учениками или студентами, 19 — пенсионерами, 7 были неактивными по другим причинам.